# PIKA★★NCHI DOUBLE
『PIKA★★NCHI DOUBLE』（ピカンチ ダブル）は、日本の男性アイドルグループ・嵐の通算12枚目となるシングル。2004年2月18日にジェイ・ストームから発売された。

## 概要
グループ主演映画第2弾『ピカ★★ンチ LIFE IS HARDだからHAPPY』の主題歌であると共に、シングル「PIKA☆NCHI」のタイトルをそのまま継承した楽曲。「PIKA☆NCHI」は星印が白抜き1つであったのに対し、今作は続編であることをあらわす為に2つに増え、更に白抜きであった記号が黒になっている。（ただし、星が白抜きで表記されているものもあり、表記揺れがある。）
表題曲は、嵐のシングル曲として初めて5人それぞれのソロパートがあり、松本、二宮、相葉はシングル表題曲として初めてソロパートが与えられた形となった。また、前作「言葉より大切なもの」に引き続き、櫻井翔が二作続けてラップを作詞した曲である。プロモーションビデオ（PV）は、ヘリコプターの着離地点（ヘリポート）の上で撮影。PVの監督は、前作に引き続いて佐藤徹也。前作同様、通常版のみにシークレットトークが収録されている。
オリコンチャートでは3作ぶりに週間1位を獲得し、この作品以降は全てのシングルで初登場1位を記録している。しかし、初動は10万枚を下回り、累計も15万枚を下回った。2022年5月現在、嵐のシングルでは最も売上枚数が少ないため、嵐の中で最も売れなかった曲とも言われている。

## 収録曲

### 初回盤
1. PIKA★★NCHI DOUBLE [5:07]
作詞：SPIN、Rap詞：櫻井翔、作曲：森元康介、編曲：石塚知生
  - 嵐主演 J Storm配給映画『ピカ★★ンチ LIFE IS HARD だから HAPPY』主題歌
  - 嵐主演 J Storm配給映画『ピカ☆★☆ンチ LIFE IS HARD たぶんHAPPY』オープニングテーマ
2. 五里霧中 [3:35]
作詞：久保田洋司、Rap詞：櫻井翔、作曲：オオヤギヒロオ、編曲：ha-j
3. 道 DOUBLE Ver. [0:56]
作詞：河原雅彦、作曲・編曲：辻陽
  - 嵐主演 J Storm配給映画『ピカ★★ンチ LIFE IS HARD だから HAPPY』挿入歌
4. PIKA★★NCHI DOUBLE（オリジナル・カラオケ）
5. 五里霧中（オリジナル・カラオケ）

### 通常盤
1. PIKA★★NCHI DOUBLE
2. 五里霧中
3. PIKA★★NCHI DOUBLE（オリジナル・カラオケ）
4. 五里霧中（オリジナル・カラオケ）
曲終了後、シークレットトークを収録。

## 収録アルバム
- いざッ、Now（#1）
- 5×5 THE BEST SELECTION OF 2002←2004（#1）
- 5×10 All the BEST! 1999-2009（#1）
- ウラ嵐マニア（#2）
- 5×20 All the BEST!! 1999-2019（#1）
- ウラ嵐BEST 1999-2007（初回盤#2, 3）

## 映像作品
PIKA★★NCHI DOUBLE
- 2004 嵐!いざッ、Now Tour!!
- ARASHI AROUND ASIA Thailand-Taiwan-Korea（初回限定盤）
- ARASHI AROUND ASIA+ in DOME
- SUMMER TOUR 2007 FINAL Time -コトバノチカラ-
- ARASHI AROUND ASIA 2008 in TOKYO
- ARASHI Anniversary Tour 5×10
- ARASHI 10-11 TOUR "Scene"〜君と僕の見ている風景〜 STADIUM
- ARASHI 10-11 TOUR "Scene"〜君と僕の見ている風景〜 DOME+
- ARASHI アラフェス NATIONAL STADIUM 2012
- ARASHI アラフェス'13 NATIONAL STADIUM 2013
- ARASHI BLAST in Hawaii
- ARASHI BLAST in Miyagi
- ARASHI LIVE TOUR 2017-2018 「untitled」
- ARASHI Anniversary Tour 5×20
- アラフェス2020 at 国立競技場
- This is 嵐 LIVE 2020.12.31

五里霧中
- 2004 嵐!いざッ、Now Tour!!
- ARASHI AROUND ASIA Thailand-Taiwan-Korea（初回限定盤）
- ARASHI AROUND ASIA 2008 in TOKYO
- ARASHI Anniversary Tour 5×10
- ARASHI LIVE TOUR Beautiful World
- ARASHI アラフェス NATIONAL STADIUM 2012
- ARASHI アラフェス'13 NATIONAL STADIUM 2013
- ARASHI BLAST in Hawaii
- ARASHI LIVE TOUR 2016-2017 Are You Happy?
- アラフェス2020 at 国立競技場